# Machaerium arboreum
Machaerium arboreum là một loài thực vật có hoa trong họ Đậu. Loài này được (Jacq.) Vogel miêu tả khoa học đầu tiên.